# Терміново... Таємно... Губчека
«Терміново… Таємно… Губчека» (рос. «Срочно… Секретно… Губчека») — радянський художній фільм 1982 року, знятий на кіностудії «Мосфільм».

## Сюжет
1921 рік. Період Громадянської війни в Радянській Росії, Якутія.
Червона армія тіснить загони білогвардійців, які домовляються про допомогу від японців в постачанні зброї в обмін на цінне якутське хутро. Про ці плани стає відомо губернській надзвичайної комісії по боротьбі з контрреволюцією і саботажем (рос. «Губчека») і в тил білогвардійцям направляється спеціальний загін НК.
Загін на чолі з командиром Аксьоновим (Степан Ємельянов) і комісаром Басмановою (Ірина Короткова) відбиває у білогвардійців склад з великими запасами хутра, заготовленого для переправлення за кордон. Під час захоплення складу поранений провідник, який в дорозі вмирає. Повернення спецзагону і «м'якого золота» в розташування Червоної армії стає неможливим.
Невеликий загін ховає свій цінний вантаж, а сам ховається на покинутій заїмці. Для того, щоб провести загін по тайзі і доставити хутро, «Губчека» направляє в загін нового провідника. Зв'язковий на прізвисько «Лісник» повинен прибути на пароплаві до Якутська, але зв'язкового і групу пасажирів заарештовує капітан Кандоуров (Петро Вельямінов).
Капітан Кондауров, поручик Вольнов (Сергій Мартинов) і японський полковник Хігучі повинні зрозуміти, хто з пасажирів є зв'язковим: шахрай, білогвардійський капітан, професор, гімназист або святий отець? Таке ж питання ставить собі і спеціальний загін НК.

## У ролях
- Степан Ємельянов —  Аксьонов, командир спецзагону
- Ірина Короткова —  Басманова, комісар
- Петро Вельямінов —  Кандоуров, капітан
- Сергій Мартинов —  Вольнов, поручик
- Олег Лі —  Хігучі, полковник японської армії
- Леонід Марков —  Сєдов-Матюшинський
- Михайло Новохіжин —  професор Васнецов
- Сергій Яковлєв —  отець Никодим
- Володимир Басов —  Блейкін
- Олег Відов —  Петров, капітан
- Олександр Стішенок —  Май Журавльов, гімназист
- Юрій Єрьомін —  Горюнов
- Іслам Казієв —  Кара
- Афанасій Федоров —  Кешка Трофімов
- Роман Філіппов —  Пушкарьов, осавул
- Георгій Юматов —  доктор Смолін
- Герман Качин —  Ситников
- Олександр Андрусенко —  боєць спецзагону
- Нартай Бегалін —  японський лейтенант
- Анатолій Васильєв —  Ксенофонтов
- Вадим Вільський — офіціант
- Олена Торська —  дочка оленяра
- Валерій Келле-Пелле —  Лавров
- Володимир Козелков —  боєць спецзагону
- Тетяна Лейбель —  танцівниця
- Володимир Нікольський —  танцюрист і співак
- Володимир Піцек —  телеграфіст
- Мірча Соцкі-Войніческу —  циган, боєць спецзагону
- Олександр Сафронов —  Мацієв, боєць спецзагону
- Спартак Федотов —  старий-оленяр
- Валентина Тежик —  Ніна

## Знімальна група
- Автори сценарію — Валерій Шульжик, Оскар Волін
- Режисер-постановник — Олександр Косарєв
- Оператор-постановник — Ігор Богданов
- Художник-постановник — Сергій Портной
- Композитор — Олексій Рибников
- Текст пісень — Олександр Косарєв
- Звукооператор — Борис Зуєв
- Державний симфонічний оркестр кінематографії: Диригент Костянтин Кримець
- Балетмейстер — Олена Ключарьова
- Редактор — Валерій Карен
- Директора картини: Артем Маклозян, Віктор Слобода